# Iso-Paasonen
Iso-Paasonen är en sjö i kommunen Sonkajärvi i landskapet Norra Savolax i Finland. Sjön ligger 100,6 meter över havet. Den är 12,71 meter djup. Arean är 53 hektar och strandlinjen är 4,35 kilometer lång. Sjön  ingår i Vuoksens huvudavrinningsområde.   Den ligger omkring 90 kilometer norr om Kuopio och omkring 410 kilometer norr om Helsingfors. 
Iso-Paasonen ligger öster om Sonkajärvi. 